# Società Sportiva Turris Calcio 2024-2025
Questa voce raccoglie le informazioni riguardanti la Società Sportiva Turris Calcio nelle competizioni ufficiali della stagione 2024-2025.

## Divise e sponsor
Il fornitore tecnico della stagione 2024-25 è Legea. Lo sponsor di maglia è Colma.
| Casa | Trasferta | 3ª divisa |

## Organigramma societario
Area direttiva
- AD: Antonio Piedepalumbo
- Direttore Generale: carica vacante
- Segretario Generale: Giuseppe Panariello

Area tecnica
- Direttore Sportivo: Antonio Piedepalumbo fino al 01.11.204, Pietro Varriale dal 12.11.24,
- Consulente al Direttore Sportivo: Rosario Primicile dal 16.12.24, fino al 24.01.2025, poi vacante
- Allenatore: Mirko Conte, dal 19 dicembre Ezio Forziati, dal 4 febbraio 2025 Andra Juliano
- Allenatore in seconda: Ezio Forziati fino al 19.12.24 e dopo il 04.02.25
- Match Analyst: Alex Borriello
- Preparatore atletico: Roberto Rippa
- Collaboratore tecnico: Lorenzo Salvatore
- Preparatore dei portieri: Emanuele Maggiani
- Team Manager: Riccardo Gaglione

Area comunicazione
- Responsabile Marketing: Clemente Mirra
- Responsabile Marketing: Lucia Coppola
- Fotografo Ufficiale: Pasquale D’Orsi
- Responsabile Comunicazione: Delia Paciello
- Addetto Stampa: carica vacante
- Responsabile video conferenze: Pasquale Colantuono

Area Sanitaria
- Responsabile sanitario: Dott.Mario Ausiello
- Medico sociale: Dott.Andrea Criscuolo
- Medico sociale: Dott.Fernando Misuraca
- Fisioterapista: Luigi Ferrara

## Rosa
Aggiornata al 4 febbraio 2025.
| N. |                      | Ruolo | Calciatore               |
| -- | -------------------- | ----- | ------------------------ |
| 1  | Italia (bandiera)    | P     | Simone Iuliano           |
| 2  | Italia (bandiera)    | D     | Stefano Esempio          |
| 3  | Italia (bandiera)    | D     | Sergio Contessa          |
| 4  | Italia (bandiera)    | C     | Fabio Castellano         |
| 5  | Italia (bandiera)    | D     | Niccolò Cocetta          |
| 6  | Francia (bandiera)   | D     | Hamed Dramé              |
| 7  | Svezia (bandiera)    | A     | Emmanuel Tannor          |
| 8  | Italia (bandiera)    | C     | Biagio Morrone           |
| 10 | Italia (bandiera)    | A     | Luca Giannone (capitano) |
| 11 | Australia (bandiera) | A     | Carlo Armiento           |
| 11 | Italia (bandiera)    | A     | Francesco De Felice      |
| 13 | Italia (bandiera)    | D     | Alessio Maestrelli       |
| 13 | Italia (bandiera)    | D     | Luca Ricci               |
| 15 | Senegal (bandiera)   | D     | Maissa Ndiaye            |
| 16 | Italia (bandiera)    | C     | Federico Casarini        |
| 17 | Italia (bandiera)    | A     | Luca Nocerino            |
| 18 | Italia (bandiera)    | C     | Vincenzo Onofrietti      |

| N. |                    | Ruolo | Calciatore            |
| -- | ------------------ | ----- | --------------------- |
| 18 | Italia (bandiera)  | A     | Danilo Cavallaro      |
| 19 | Italia (bandiera)  | D     | Gianluca Parodi       |
| 22 | Italia (bandiera)  | P     | Mattia Fallani        |
| 23 | Italia (bandiera)  | C     | Jacopo Scaccabarozzi' |
| 25 | Italia (bandiera)  | C     | Pasquale Pisacane     |
| 27 | Italia (bandiera)  | C     | Mattia Porro          |
| 29 | Italia (bandiera)  | A     | Marcello Trotta       |
| 30 | Italia (bandiera)  | D     | Francesco Desiato     |
| 33 | Italia (bandiera)  | P     | Richard Marcone       |
| 33 | Italia (bandiera)  | D     | Pasqaule Garofalo     |
| 36 | Italia (bandiera)  | C     | Bruno Sabatino        |
| 38 | Italia (bandiera)  | D     | Giuseppe Nicolao      |
| 45 | Ghana (bandiera)   | A     | Joseph Ekuban         |
| 45 | Italia (bandiera)  | A     | Carmine Imparato      |
| 66 | Francia (bandiera) | D     | Jordan Boli           |
| 99 | Italia (bandiera)  | C     | Samuel Pugliese       |

## Calciomercato

### Sessione estiva(dall'1/7 al 1/9)
| Acquisti | Acquisti             | Acquisti            | Acquisti              |
| R.       | Nome                 | da                  | Modalità              |
| -------- | -------------------- | ------------------- | --------------------- |
| P        | Benedetto Castellano | Angri Giovanili     | definitivo (gratuito) |
| P        | Mattia Fallani       | Renate              | definitivo            |
| D        | Jordan Boli          | Carrarese           | definitivo (gratuito) |
| D        | Francesco Desiato    | Budoni              | definitivo            |
| D        | Hamed Dramé          | Olympiakos Nicosia  | definitivo (gratuito) |
| D        | Mirko Miceli         | Taranto             | fine prestito         |
| D        | Maissa Ndiaye        | Cremonese           | prestito              |
| C        | Fabio Castellano     | Chieti              | definitivo (gratuito) |
| C        | Biagio Morrone       | Recanatese          | definitivo (gratuito) |
| C        | Vincenzo Onofrietti  | Bari                | prestito              |
| C        | Mattia Porro         | Matera              | definitivo (gratuito) |
| C        | Bruno Sabatino       | Angri               | definitivo (gratuito) |
| C        | Vincenzo Visconti    | Giugliano Giovanili | definitivo (gratuito) |
| A        | Carlo Armiento       | Brisbane Roar       | definitivo (gratuito) |
| A        | Joseph Ekuban        |                     | svincolato            |
| A        | Antonio Solmonte     | Napoli Primavera    | definitivo            |
| A        | Emmanuel Tannor      | Parma Primavera     | definitivo            |
| A        | Marcello Trotta      | Brindisi            | definitivo (gratuito) |

| Cessioni | Cessioni             | Cessioni         | Cessioni              |
| R.       | Nome                 | a                | Modalità              |
| -------- | -------------------- | ---------------- | --------------------- |
| P        | Benedetto Castellano | Apice            | prestito              |
| P        | Andrea Pagno         |                  | svincolato            |
| D        | Francesco Clemente   |                  | svincolato            |
| D        | Sergio Contessa      | Taranto          | definitivo            |
| D        | Lorenzo D'Alessio    |                  | svincolato            |
| D        | Alessio Maestrelli   | Ternana          | definitivo            |
| D        | Mirko Miceli         | Taranto          | definitivo (gratuito) |
| D        | Arturo Onda          |                  | svincolato            |
| D        | Tommaso Panelli      | Sorrento         | fine prestito         |
| D        | Laurens Serpe        | Spezia           | fine prestito         |
| C        | Gianluca Cum         |                  | svincolato            |
| C        | Daniele Franco       | Team Altamura    | definitivo            |
| C        | Antonio Primicile    |                  | svincolato            |
| C        | Matteo Saccani       | Sassuolo         | fine prestito         |
| A        | Juan Martin Dalbón   | Racing Club II   | fine prestito         |
| A        | Gianluca D'Auria     | Potenza          | definitivo            |
| A        | Francesco De Felice  | Sestri Levante   | definitivo            |
| A        | Sulayman Jallow      | Audace Cerignola | definitivo            |
| A        | Riccardo Maniero     | Savoia           | definitivo (gratuito) |
| A        | Fabian Pavone        | Parma            | fine prestito         |
| A        | Nicholas Siega       | Renate           | definitivo            |

### Operazioni esterne alle finestre di calciomercato
| Acquisti | Acquisti        | Acquisti | Acquisti   |
| R.       | Nome            | da       | Modalità   |
| -------- | --------------- | -------- | ---------- |
| D        | Gianluca Parodi |          | svincolato |

| Cessioni | Cessioni | Cessioni | Cessioni |
| R.       | Nome     | a        | Modalità |
| -------- | -------- | -------- | -------- |

### Sessione invernale(dal 2/1 al 3/2)
| Acquisti | Acquisti | Acquisti | Acquisti |
| R.       | Nome     | da       | Modalità |
| -------- | -------- | -------- | -------- |

| Cessioni | Cessioni             | Cessioni            | Cessioni      |
| R.       | Nome                 | a                   | Modalità      |
| -------- | -------------------- | ------------------- | ------------- |
| C        | Federico Casarini    | Carpi               | definitivo    |
| A        | Joseph Ekuban        | Latina              | definitivo    |
| C        | Jacopo Scaccabarozzi | Pontedera           | definitivo    |
| C        | Vincenzo Onofrietti  | Bari                | fine prestito |
| P        | Richard Marcone      | Parma               | definitivo    |
| D        | Niccolò Cocetta      | Crotone             | definitivo    |
| D        | Luca Ricci           | Sarnese             | definitivo    |
| D        | Giuseppe Nicolao     | Audace Cerignola    | definitivo    |
| D        | Stefano Esempio      | Guidonia Montecelio | definitivo    |
| D        | Gianluca Parodi      | Caldiero            | definitivo    |

## Risultati

### Serie C

#### Girone di andata
| Arbitro: | Di Cicco (Lanciano) |

|  |           |                     |
|  | Marcatori | 4’ Vázquez 36’ Pace |

| Arbitro: | Poli (Verona) |

|                          |           |  |
| Caturano 30’ D'Auria 66’ | Marcatori |  |

| Arbitro: | Allegretta (Molfetta) |

|                               |           |  |
| Scaccabarozzi 20’ Morrone 71’ | Marcatori |  |

| Caserta 14 settembre 2024, ore 20:45 CEST 4ª giornata | Casertana         | 0 – 0 referto | Turris | Stadio Alberto Pinto (1500 spett.)\| Arbitro: \| Iacobellis (Pisa) \| |
| Arbitro:                                              | Iacobellis (Pisa) |               |        |                                                                       |

| Potenza 21 settembre 2024, ore 18:30 CEST 5ª giornata | Sorrento         | 0 – 0 referto | Turris | Stadio Alfredo Viviani (298 spett.)\| Arbitro: \| Leone (Barletta) \| |
| Arbitro:                                              | Leone (Barletta) |               |        |                                                                       |

| Torre del Greco 24 settembre 2024, ore 20:45 CEST 6ª giornata | Turris          | 0 – 0 referto | Avellino | Stadio Amerigo Liguori (1807 spett.)\| Arbitro: \| Ancora (Roma 1) \| |
| Arbitro:                                                      | Ancora (Roma 1) |               |          |                                                                       |

| Arbitro: | Di Francesco (Ostia Lido) |

|                                           |           |  |
| Lescano 4’ (rig.), 45+2’, 90+4’ Karić 88’ | Marcatori |  |

| Arbitro: | Gavini (Aprilia) |

|  |           |                                  |
|  | Marcatori | 31’, 54’ Salvemini 69’ Bianchini |

| Arbitro: | Grasso (Ariano Irpino) |

|                |           |                          |
| Sorrentino 72’ | Marcatori | 15’, 54’ (rig.) Giannone |

| Arbitro: | Ramondino (Palermo) |

|                              |           |  |
| Pugliese 4’ Onofrietti 90+2’ | Marcatori |  |

| Taranto 27 ottobre 2024, ore 15:00 CET 11ª giornata | Taranto            | 0 – 0 referto | Turris | Stadio Erasmo Iacovone (1364 spett.)\| Arbitro: \| Gianquinto (Parma) \| |
| Arbitro:                                            | Gianquinto (Parma) |               |        |                                                                          |

| Arbitro: | De Angeli (Milano) |

|            |           |             |
| Ekuban 74’ | Marcatori | 53’ Inglese |

| Arbitro: | Ursini (Pescara) |

|                      |           |              |
| Perlingieri 23’, 53’ | Marcatori | 15’ Nocerino |

| Arbitro: | Drigo (Portogruaro) |

|              |           |              |
| Pugliese 82’ | Marcatori | 58’ Leonetti |

| Torre del Greco 27 novembre 2024, ore 15:00 CET 15ª giornata | Juventus Next Gen | 0 – 0 referto | Turris | Campo polisportivo Alessandro La Marmora - Stadio Vittorio Pozzo (475 spett.)\| Arbitro: \| Vergaro (Bari) \| |
| Arbitro:                                                     | Vergaro (Bari)    |               |        | |

| Arbitro: | Bozzetto (Bergamo) |

|                |           |                  |
| Castellano 11’ | Marcatori | 16’, 42’ Millico |

| Arbitro: | Burlando (Genova) |

|             |           |                                   |
| Casarini 6’ | Marcatori | 22’ (aut.) Cocetta 25’ Anatriello |

| Arbitro: | Andreano (Prato) |

|                              |           |  |
| Esposito 22’ Bernardotto 83’ | Marcatori |  |

| Arbitro: | Djurdjevic (Trieste) |

|  |           |                                                         |
|  | Marcatori | 12’ Oviszach 37’ Tumminello 54’, 70’ Guerini 77’ Vitale |

#### Girone di ritorno
| Arbitro: | Cerbasi (Arezzo) |

|                                |           |  |
| Angileri 6’ Grandolfo 66’, 84’ | Marcatori |  |

| Torre del Greco 5 gennaio 2025, ore 17:30 CET 21ª giornata | Turris            | 0 – 0 referto | Potenza | Stadio Amerigo Liguori (1402 spett.)\| Arbitro: \| Di Loreto (Terni) \| |
| Arbitro:                                                   | Di Loreto (Terni) |               |         |                                                                         |

| Arbitro: | Gigliotti (Cosenza) |

|                                           |           |              |
| Ekuban 55’, 72’ Petermann 62’ Improta 70’ | Marcatori | 79’ Nocerino |

| Arbitro: | Di Cicco (Lanciano) |

|                   |           |              |
| Kontek 47’ (aut.) | Marcatori | 50’ 60’ Vano |

| Arbitro: | Ursini (Pescara) |

|  |           |                            |
|  | Marcatori | 53’ Cangianiello 79’ Musso |

| Arbitro: | Sacchi (Macerata) |

|                              |           |              |
| Lescano 1’, 66’ Tribuzzi 77’ | Marcatori | 48’ Armiento |

| Arbitro: | Recchia (Brindisi) |

|  |           |                                           |
|  | Marcatori | 37’ Ciuferri 65’ Ongaro 79’, 88’ Celiento |

| Arbitro: | Cerbasi (Arezzo) |

|                                                             |           |              |
| Salvemini 9’ 40’ D'Andrea 12’ Achik 39’ Santarcangelo 90+1’ | Marcatori | 56’ Giannone |

| Arbitro: | Zago (Conegliano) |

|                   |           |                             |
| Trotta 22’ (rig.) | Marcatori | 8’ Marchisano 32’ Sannipoli |

| Arbitro: | Cappai (Cagliari) |

|                                      |           |          |
| Demirović 4’ D'Agostino 10’ Nepi 14’ | Marcatori | 62’ Boli |

| Torre del Greco , ore 17:30 CET 30ª giornata | Turris | ANNULLATO – | Taranto | Stadio Amerigo Liguori |

| Catania , ore 18:30 CET 31ª giornata | Catania | ANNULLATO – | Turris | Stadio Angelo Massimino |

| Torre del Greco , ore TBD CET 32ª giornata | Turris | ANNULLATO – | Benevento | Stadio Amerigo Liguori |

| Altamura , ore TBD CET 33ª giornata | Team Altamura | ANNULLATO – | Turris | Stadio Tonino D'Angelo |

| Torre del Greco , ore TBD CEST 34ª giornata | Turris | ANNULLATO – | Juventus Next Gen | Stadio Amerigo Liguori |

| Foggia , ore TBD CEST 35ª giornata | Foggia | ANNULLATO – | Turris | Stadio Pino Zaccheria |

| Messina , ore TBD CEST 36ª giornata | Messina | ANNULLATO – | Turris | Stadio San Filippo-Franco Scoglio |

| Torre del Greco , ore TBD CEST 37ª giornata | Turris | ANNULLATO – | AZ Picerno | Stadio Amerigo Liguori |

| Crotone , ore TBD CEST 38ª giornata | Crotone | ANNULLATO – | Turris | Stadio Ezio Scida |

### Coppa Italia Serie C

#### Turni eliminatori
| Arbitro: | Gemelli (Messina) |

|              |           |                                   |
| Nocerino 29’ | Marcatori | 86’, 120’ Sabbatani 112’ Molinaro |